# Ellen Hogerwerf
Ellen Hogerwerf (Gouda, 10 de fevereiro de 1989) é uma remadora neerlandesa, medalhista olímpica.

## Carreira
Hogerwerf conquistou a medalha de prata nos Jogos Olímpicos de Verão de 2020 em Tóquio com a equipe dos Países Baixos no quatro sem feminino, ao lado de Karolien Florijn, Ymkje Clevering e Veronique Meester, com o tempo de 6:15.71.